# Иваново (община)
Иваново (болг. Община Иваново) — община в Болгарии. Входит в состав Русенской области. Население составляет 10 685 человек (на 15 мая 2008 года).
Административный центр — село Иваново.
Площадь территории общины 495,454 км²(480,661 км²), что составляет 17 % от территории Русенской области. Вдоль северной границы общины протекает река Дунай, на противоположном левом берегу которой находится территория Румынии. На северо-востоке община граничит с общиной Русе, на востоке с общиной Ветово, юго-востоке с общиной Цар-Калоян в Разградской области, на юге с общиной Две-Могили и на юго-западе с общиной Борово.
Кмет (мэр) общины Иваново — Данка Йорданова Матеева (от партий Земледельческий народный союз (ЗНС) и Болгарская социал-демократия (БСД)) по результатам выборов.

## Состав общины
В состав общины входят следующие населённые пункты (сёла):
1. Божичен
2. Иваново
3. Кошов
4. Красен
5. Мечка
6. Нисово
7. Пиргово
8. Сваленик
9. Табачка
10. Трыстеник
11. Церовец
12. Червен
13. Штрыклево